# 未来国际
未来国际大厦是位于中华人民共和国重庆市江北區观音桥的一座236米高的摩天大樓，总建筑面积13.65万平方米，于2007年建成。2008年，未来国际被評為重慶十大地標。